# Oxyloma
Oxyloma ist eine Schneckengattung aus der Familie der Bernsteinschnecken (Succineidae) in der Unterordnung der Landlungenschnecken (Stylommatophora).

## Merkmale
Die Vertreter der Gattung Oxyloma haben im Umriss zugespitzt-eiförmige bis länglich-eiförmige, oft stark abgeflachte Gehäuse mit nicht mehr als vier sehr rasch zunehmenden Windungen. Die letzte Windung nimmt meist über 3 Viertel der Gesamthöhe ein. Die Schale ist sehr dünn, die Farbe variiert von hellgelb, hell hornfarben bis zu fast farblos. Die Ornamentierung der postembryonalen Windungen besteht aus einer sehr feinen Radialstreifung oder auch aus relativ groben, unregelmäßigen Rippen. Die Mündung ist eiförmig bis länglich-eiförmig und typischerweise oben zugespitzt. Meist ist eine mehr oder weniger kräftige Spindellamelle ausgebildet.
Im Geschlechtsapparat ist ein Penis mit Epiphallus vorhanden. Der Penis selber ist vollständig von einer Hülle umgeben und damit von der Mantelhöhle abgeschlossen. Der Penis besitzt einen mehr oder weniger ausgezogenen Blindsack („Flagellum“) am Übergang von Penis und Epiphallus. Der Blindsack („Flagellum“) ist deutlich vom Penis abgesetzt. Intern sind gut entwickelte Pilasterstrukturen vorhanden, die sich zum Übergang Penis/Epiphallus allmählich verlieren. Der Penisretraktor setzt am Apex des Penis an, direkt neben dem dünnen, mäßig langen Samenleiter. Die Vagina ist meist dick-röhrenförmig, kurz bis mäßig lang, gelegentlich leicht gewunden. Entsprechend ist der freie Eileiter kurz bis mäßig lang. Die Samenblase ist rundlich bis länglich-eiförmig mit einem mäßig langen, vergleichsweise dicken Stiel.

### Ähnliche Gattungen
Die Gattungen Oxyloma und Succinea lassen sich nach ihrer Gehäusemorphologie nicht sicher unterschieden. Die deutlichen Unterschiede sind nur in der Anatomie der Geschlechtsapparate zu finden.

## Geographische Verbreitung
Die Arten der Gattung Oxyloma kommen in der nördlichen Hemisphäre, aber auch in Südafrika vor.

## Taxonomie und Systematik
Das Taxon Oxyloma wurde 1885 von Carl Agardh Westerlund aufgestellt. Typusart ist Succinea hungarica Hazay, 1881, ein Synonym von Succinea dunkeri L. Pfeiffer, 1865. Schileyko (2007) unterteilt die Gattung in drei Untergattungen. Die folgende Artliste ist unsicher, da es bisher keine umfassende Revision der Gattung gibt. Oft ist auch unklar, zu welcher der Untergattungen die Arten in Zukunft gestellt werden. Auch das Geschlecht der Gattung ist kontrovers. Während einige Autoren das Geschlecht der Gattung als Neutrum behandeln, nehmen andere Autoren das Geschlecht der Gattung mit Feminin an. Der Name Oxyloma ist aus dem Altgriechischen ὀξύς/oxys, spitz und τό λῶμα/loma, gen. λωματος/lomatos = Rand abgeleitet, das Geschlecht der Gattung ist somit neutrum.
- Gattung Oxyloma Westerlund, 1887
  - Untergattung Oxyloma (Oxyloma) Westerlund, 1885
    - Oxyloma ajanica Schileyko et Likharev, 1986[3]
    - Dunkers Bernsteinschnecke (Oxyloma dunkeri (L. Pfeiffer, 1865))
    - Schlanke Bernsteinschnecke (Oxyloma elegans (Risso, 1826))
    - Oxyloma groenlandicum Møller, 1842
    - Oxyloma hirasei (Pilsbry, 1901)[3]
    - Oxyloma insulare (Mousson, 1887)
    - Oxyloma retusum (Lea, 1834)[3]
    - Rötliche Bernsteinschnecke (Oxyloma sarsii (Esmark, 1886))
    - Oxyloma starobogatovi Schileyko et Likharev, 1986[3]

  - Untergattung Oxyloma (Neoxyloma) Pilsbry, 1948[4]
    - Oxyloma effusum Pfeiffer, 1853
    - Oxyloma hawkinsi Baird, 1863
    - Oxyloma haydeni Binney, 1858
      - Oxyloma haydeni haydeni Binney, 1858
      - Oxyloma haydeni kanabense (Pilsbry, 1948)(wird auch als selbständige Art behandelt[2])

    - Oxyloma nuttallianum (I. Lea, 1841)
    - Oxyloma retusum Lea, 1834
    - Oxyloma salleanum Pfeiffer, 1849
    - Oxyloma sanibelense Rehder, 1933
    - Oxyloma sillimani Bland, 1865
    - Oxyloma verrilli Bland, 1865

  - Untergattung Oxyloma (Succinoides) Schileyko, 1967
    - Oxaloma stelliferum Schileyko, 1967

  - Untergattung incertus
    - Oxyloma barbadense Guilding, 1828
    - Oxyloma beckeri Lanzieri, 1966
    - Oxyloma chasmodes Pilsbry, 1948
    - Oxyloma decampi Tryon, 1866
      - Oxyloma decampi decampi Tryon, 1866
      - Oxyloma decampi gouldi Pilsbry, 1948
      - Oxyloma decampi peorense Wkr.

    - Oxyloma deprimidum Franzen, 1973
    - Oxyloma hungaricum Hazay, 1881
    - Oxyloma lejavai Hudec, 1966
    - Oxyloma missoula Harris & Hubricht, 1982
    - Oxyloma patentissima (Pfeiffer, 1853)
    - Oxyloma peoriense Wolf, 1894
    - Oxyloma pinteri Grossu, 1987
    - Oxyloma subeffusum Pilsbry, 1948
    - Oxyloma tkinoshitai Kuroda & Emura, 1957

Die Gattung Oxyloma Westerlund, 1885 ist die Typusgattung der Unterfamilie Oxylomatinae Schileyko & Likharev, 1986.

## Belege

### Online
- AnimalBase - Succinea